# Anton Judin
Anton Nikolaevič Judin (in russo Антон Николаевич Юдин?; Volgograd, 26 agosto 1972) è un ex cestista e allenatore di pallacanestro russo, fino al 1991 sovietico.

## Carriera
Con la Russia ha disputato i Campionati europei del 2001.

## Palmarès
- Campionato russo: 3

CSKA Mosca: 1996-97, 1997-98, 2003-04
- Coppa di Russia: 1

UNICS Kazan': 2002-03